# 塔雷拉克
塔雷拉克（法語：Tarerach，亦作，法語發音：[taʁeʁak] ⓘ）是法国东比利牛斯省的一个市镇，属于普拉德区。

## 地理
塔雷拉克（42°41'26"N, 2°30'3"E）面积8.16 平方千米，位于法国奧克西塔尼大區东比利牛斯省，该省份为法国大陆部分最南部的省份，涵盖了北加泰罗尼亚，北起奥德省，西接阿列日省和安道尔，南与西班牙接壤，东临地中海。
与塔雷拉克接壤的市镇（或旧市镇、城区）包括：特雷维亚克、罗代斯、阿布索尔斯、康普西。
塔雷拉克的时区为UTC+01:00、UTC+02:00（夏令时）。

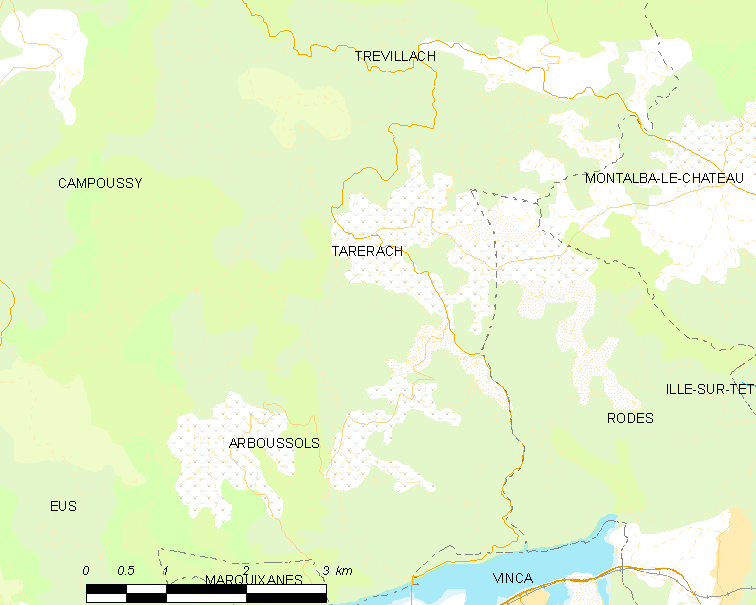
塔雷拉克的OSM定位图

## 行政
塔雷拉克的邮政编码为66320，INSEE市镇编码为66201。

## 政治
塔雷拉克所属的省级选区为阿格利河谷县。

## 人口

1962-2008年间塔雷拉克人口变化图示

塔雷拉克于2022年1月1日时的人口数量为43人。